# مناورة دفع الفك
مناورة دفع الفك (بالإنجليزية:  Jaw-thrust maneuver)‏ هو إجراءٌ في الإسعاف الأولي مستخدم لمنع اللسان من انسداد مجرى الهواء في القنوات الهوائية. هذه المناورة مناورة إمالة الرأس /شد الذقن هما من الأدوات الرئيسة في التدبير الأساسي لمجرى الهوائي، وغالبًا ما تستخدم بالاقتران مع تقنيات مجرى الهواء الأساسية الأخرى بما في ذلك قناع الهواء. يتم استخدام مناورة الفك على المرضى الذين يعانون من مشاكل في الرقبة أو إصابة العمود الفقري العنقي المشتبه بها.
يتم تطبيق إجراء مناورة الفك على المريض بوضعية الاستلقاء. تنفيذه عن طريق وضع السبابة والأصابع الوسطى لدفع الجوانب الخلفية في الفك السفلي إلى أعلى بينما يدفع ابهامهم لأسفل على الذقن لفتح الفم. عندما يتم إزاحة الفك السفلي إلى الامام، فأنه يسحب اللسان إلى الأمام ويمنعه من عرقلة مدخل القصبة الهوائية..
تقليديا، تم اعتبار مناورة دفع الفك البديل الأفضل [بدلا من مناورة الرأس /الذقن]. عندما يشك أحد المساعدين الأوائل في  أن المريض قد يكون لديه إصابة في النخاع الشوكي خاصة جزء من الرقبة في العمود الفقري. وقد استعرضت لجنة الاتصال الدولية المعنية ب الإنعاش دراسات مختلفة لم تجد أي ميزة لحماية العمود الفقري من مناورة دفع الفك. تقول التوصيات بشأن فتح مجرى الهواء «يجب على رجال الإنقاذ (المسعفين) فتح مجرى الهواء باستخدام مناورة إمالة الرأس - رفع الذقن». وإذا كان المريض في حالة من الرشف الرئوي يجب جعله في وضع الإفاقة أو استخدام أساليب إدارة مجرى الهواء المتقدمة.